# シラ州
シラ州（シラしゅう、Sila Region）は、チャドの州。チャド東部に位置する。州都はゴス・ベイダ。面積は37,000km²、人口は289,776年（2009年国勢調査）。

## 設立まで
かつてはワダイ県であったが、2008年にワダイ州からDjourf Al Ahmarとシラ県の南部2県が分離して創設された。

## 下位行政区画
- Djourf Al Ahmar
- Kimiti